# Nycteola conjuncta
Nycteola conjuncta är en fjärilsart som beskrevs av Edward Alfred Cockayne 1951. Nycteola conjuncta ingår i släktet Nycteola och familjen trågspinnare. Inga underarter finns listade i Catalogue of Life.